# Puchar Świata kobiet w kombinacji norweskiej 2021/2022
Puchar Świata kobiet w kombinacji norweskiej 2021/2022 rozpoczął się 3 grudnia 2021 w norweskim Lillehammer, a ostatnie zawody z tego cyklu zostały rozegrane 13 marca 2022 w niemieckim Schonach. Kraje, w których odbyły się konkursy PŚ to Norwegia, Estonia, Austria, Włochy oraz Niemcy.
Obrończynią tytułu była Amerykanka Tara Geraghty-Moats, a w Pucharze Narodów reprezentacja Norwegii. W tym sezonie najlepsza okazała się Norweżka Gyda Westvold Hansen, natomiast w Pucharze Narodów ponownie najlepsze były Norweżki.

## Kalendarz i wyniki
| Lp.                                                                           | Data                                                                          | Miejscowość                                                                   | Skocznia                                                                      | Konkurencja                                                                   | 1. miejsce                                                                             | 2. miejsce                                                             | 3. miejsce                                                      |
| ----------------------------------------------------------------------------- | ----------------------------------------------------------------------------- | ----------------------------------------------------------------------------- | ----------------------------------------------------------------------------- | ----------------------------------------------------------------------------- | -------------------------------------------------------------------------------------- | ---------------------------------------------------------------------- | --------------------------------------------------------------- |
| 1.                                                                            | 3 grudnia 2021                                                                | Lillehammer                                                                   | Lysgårdsbakken                                                                | HS98/5 km                                                                     | Gyda Westvold Hansen                                                                   | Mari Leinan Lund                                                       | Annika Sieff                                                    |
| 2.                                                                            | 4 grudnia 2021                                                                | Lillehammer                                                                   | Lysgårdsbakken                                                                | HS98/5 km                                                                     | Gyda Westvold Hansen                                                                   | Mari Leinan Lund                                                       | Lisa Hirner                                                     |
| 3.                                                                            | 11 grudnia 2021                                                               | Otepää                                                                        | Tehvandi                                                                      | HS97/5 km                                                                     | Gyda Westvold Hansen                                                                   | Ida Marie Hagen                                                        | Yuna Kasai                                                      |
| 4.                                                                            | 12 grudnia 2021                                                               | Otepää                                                                        | Tehvandi                                                                      | HS97/5 km                                                                     | Gyda Westvold Hansen                                                                   | Ida Marie Hagen                                                        | Marte Leinan Lund                                               |
| 5.                                                                            | 17 grudnia 2021                                                               | Ramsau                                                                        | Mattensprunganlage                                                            | HS98/5 km                                                                     | Gyda Westvold Hansen                                                                   | Ema Volavšek                                                           | Yuna Kasai                                                      |
| 6.                                                                            | 7 stycznia 2022                                                               | Val di Fiemme                                                                 | Trampolino Dal Ben                                                            | HS106/4x5 km                                                                  | Norwegia Jens Lurås Oftebro · Mari Leinan Lund · Gyda Westvold Hansen · Jørgen Graabak | Austria Martin Fritz · Lisa Hirner · Annalena Slamik · Lukas Greiderer | Niemcy Jakob Lange · Cindy Haasch · Jenny Nowak · Terence Weber |
| 7.                                                                            | 8 stycznia 2022                                                               | Val di Fiemme                                                                 | Trampolino Dal Ben                                                            | HS106/5 km                                                                    | Gyda Westvold Hansen                                                                   | Anju Nakamura                                                          | Lisa Hirner                                                     |
| 8.                                                                            | 23 stycznia 2022                                                              | Planica                                                                       | Bloudkova velikanka                                                           | HS104/5 km                                                                    | Odwołano                                                                               | Odwołano                                                               | Odwołano                                                        |
| 9.                                                                            | 12 marca 2022                                                                 | Schonach                                                                      | Langenwaldschanze                                                             | HS100/5 km                                                                    | Anju Nakamura                                                                          | Haruka Kasai                                                           | Annika Sieff                                                    |
| 10.                                                                           | 13 marca 2022                                                                 | Schonach                                                                      | Langenwaldschanze                                                             | HS100/5 km                                                                    | Gyda Westvold Hansen                                                                   | Haruka Kasai                                                           | Ema Volavšek                                                    |
| Puchar Świata kobiet w kombinacji norweskiej 2021/2022 – klasyfikacja końcowa | Puchar Świata kobiet w kombinacji norweskiej 2021/2022 – klasyfikacja końcowa | Puchar Świata kobiet w kombinacji norweskiej 2021/2022 – klasyfikacja końcowa | Puchar Świata kobiet w kombinacji norweskiej 2021/2022 – klasyfikacja końcowa | Puchar Świata kobiet w kombinacji norweskiej 2021/2022 – klasyfikacja końcowa | Gyda Westvold Hansen                                                                   | Ida Marie Hagen                                                        | Ema Volavšek                                                    |

## Klasyfikacje
| Lp. | Zawodniczka           | Punkty |
| --- | --------------------- | ------ |
| 1.  | Gyda Westvold Hansen  | 700    |
| 2.  | Ida Marie Hagen       | 411    |
| 3.  | Ema Volavšek          | 387    |
| 4.  | Anju Nakamura         | 364    |
| 5.  | Annika Sieff          | 338    |
| 6.  | Marte Leinan Lund     | 290    |
| 7.  | Lisa Hirner           | 286    |
| 8.  | Yuna Kasai            | 258    |
| 9.  | Jenny Nowak           | 227    |
| 10. | Mari Leinan Lund      | 205    |
| 11. | Veronica Gianmoena    | 205    |
| 12. | Cindy Haasch          | 203    |
| 13. | Léna Brocard          | 162    |
| 14. | Haruka Kasai          | 160    |
| 15. | Maria Gerboth         | 151    |
| 16. | Silva Verbič          | 138    |
| 17. | Annika Malacinski     | 122    |
| 18. | Anastasija Gonczarowa | 112    |
| 19. | Stiefanija Nadymowa   | 109    |
| 20. | Sophia Maurus         | 67     |
| 21. | Tereza Koldovská      | 59     |
| 22. | Daniela Dejori        | 57     |
| 23. | Hazuki Ikeda          | 56     |
| 24. | Ami Sawaya            | 45     |
| 25. | Czułpan Walijewa      | 43     |
| 26. | Hanna Midtsundstad    | 40     |
| 27. | Svenja Würth          | 40     |
| 28. | Swietłana Gładikowa   | 39     |
| 29. | Annalena Slamik       | 38     |
| 30. | Nathalie Armbruster   | 34     |
| 31. | Annamaija Oinas       | 29     |
| 32. | Magdalena Burger      | 27     |
| 33. | Eva Hubinger          | 26     |
| 34. | Mille Marie Hagen     | 23     |
| 35. | Aleksandra Głazunowa  | 21     |
| 36. | Sigrun Kleinrath      | 15     |
| 37. | Alexa Brabec          | 11     |
| 38. | Thea Øihaugen         | 10     |
| 39. | Oda Leiråmo           | 8      |

| Lp. | Zawodniczka           | Punkty |
| --- | --------------------- | ------ |
| 1.  | Anju Nakamura         | 641    |
| 2.  | Ida Marie Hagen       | 489    |
| 3.  | Gyda Westvold Hansen  | 457    |
| 4.  | Cindy Haasch          | 410    |
| 5.  | Marte Leinan Lund     | 365    |
| 6.  | Ema Volavšek          | 311    |
| 7.  | Lisa Hirner           | 242    |
| 8.  | Anastasija Gonczarowa | 204    |
| 9.  | Jenny Nowak           | 176    |
| 10. | Annika Sieff          | 172    |

| Lp. | Zawodniczka          | Punkty |
| --- | -------------------- | ------ |
| 1.  | Gyda Westvold Hansen | 700    |
| 2.  | Annika Sieff         | 436    |
| 3.  | Ema Volavšek         | 356    |
| 4.  | Ida Marie Hagen      | 355    |
| 5.  | Yuna Kasai           | 301    |
| 6.  | Mari Leinan Lund     | 300    |
| 7.  | Silva Verbič         | 278    |
| 8.  | Lisa Hirner          | 264    |
| 9.  | Marte Leinan Lund    | 252    |
| 10. | Jenny Nowak          | 221    |

| Lp. | Drużyna           | Punkty |
| --- | ----------------- | ------ |
| 1.  | Norwegia          | 1887   |
| 2.  | Japonia           | 1008   |
| 3.  | Niemcy            | 899    |
| 4.  | Włochy            | 700    |
| 5.  | Słowenia          | 575    |
| 6.  | Austria           | 540    |
| 7.  | Rosja             | 349    |
| 8.  | Stany Zjednoczone | 208    |
| 9.  | Francja           | 162    |
| 10. | Czechy            | 59     |
| 11. | Finlandia         | 29     |